# 2013 SQ102
2013 SQ102 est un objet transneptunien, considéré comme étant un objet épars. Il pourrait mesurer plus de 200 km de diamètre.